# Stephen Huss
Stephen Huss (Bendigo, 10 de Dezembro de 1975) é um ex-tenista profissional da Austrália. Ele também é cidadão da Suécia.
Em 2005, junto com seu parceiro Wesley Moodie, ele se tornou o primeiro qualifier ganhador do Wimbledon de duplas masculinas, batendo o 6º, o 9º, o 3º, o 1º e o 2º cabeça de chave do torneio. Seu título em Wimbledon foi apenas o seu segundo título de duplas no ATP após seu sucesso de 2002, Casablanca com Myles Wakefield.
Huss jogou tênis colegialmente na Universidade de Auburn, nos Estados Unidos, de 1996 a 2000, onde ele era um amador em duplas em 1998 e em simples em 2000. Huss jogou no Torneio da NCAA em ambos os anos para os Tigers. Uma seleção All-SEC, em 1998, ele foi o campeão do 1999 National Clay Court juntamente com o parceiro Tiago Ruffoni. Em sua carreira, ele teve 93 vitórias nas duplas, que é um recorde de Auburn.
Seu grande sucesso o viu subir de 101º para 32º lugar no Ranking de Duplas da ATP. Seu lugar mais alto foi em junho de 2006, quando alcançou a 21° colocação.
Huss se aposentou do tênis profissional após o US Open de 2011.
Ele atualmente reside em San Diego, Califórnia, EUA, com sua esposa, a ex-tenista profissional Milagros Sequera, com quem se casou na Austrália em 29 de dezembro de 2009.

## Finais

### Duplas: 12 (4-8)
| Legend (pre/post 2009)                                          |
| Grand Slam tournaments (1–0)                                    |
| Tennis Masters Cup / ATP World Tour Finals (0–0)                |
| ATP Masters Series / ATP World Tour Masters 1000 (0–1)          |
| ATP International Series Gold / ATP World Tour 500 Series (0–1) |
| ATP International Series / ATP World Tour 250 Series (3–6)      |

| Titles by Surface |
| Dura (2–4)        |
| Grama (1–0)       |
| Saibro (1–1)      |
| Carpete (0–3)     |

| Resultado | No. | Data                   | Torneio                         | Piso    | Parceiro        | Oponente na final                 | Placar                       |
| Campeão   | 1.  | 14 de Abril de 2002    | Casablanca, Marrocos            | Saibro  | Myles Wakefield | Martín García Luis Lobo           | 6–4, 6–2                     |
| Campeão   | 2.  | 3 de Julho de 2005     | Wimbledon, Londres, Reino Unido | Grama   | Wesley Moodie   | Bob Bryan Mike Bryan              | 7–6(7–4), 6–3, 6–7(2–7), 6–3 |
| Finalista | 1.  | 30 de Outubro de 2005  | Basel, Suíça                    | Carpete | Wesley Moodie   | Agustín Calleri Fernando González | 5–7, 5–7                     |
| Finalista | 2.  | 4 de Fevereiro de 2007 | Delray Beach, Estados Unidos    | Dura    | James Auckland  | Hugo Armando Xavier Malisse       | 3–6, 7–6(7–4), [5–10]        |
| Finalista | 3.  | 7 de Outubro de 2007   | Tokyo, Japão                    | Dura    | Frank Dancevic  | Jordan Kerr Robert Lindstedt      | 4–6, 4–6                     |
| Campeão   | 3   | 28 de Setembro de 2008 | Beijing, China                  | Dura    | Ross Hutchins   | Ashley Fisher Bobby Reynolds      | 7–5, 6–4                     |
| Finalista | 4.  | 6 de Outubro de 2008   | Moscow, Rússia                  | Carpete | Ross Hutchins   | Sergiy Stakhovsky Potito Starace  | 6–7(4–7), 6–2, [6–10]        |
| Finalista | 5.  | 20 de Outubro de 2008  | Lyon, França                    | Carpete | Ross Hutchins   | Michaël Llodra Andy Ram           | 3–6, 7–5, [8–10]             |
| Finalista | 6.  | 25 de Março de 2009    | Miami, Estados Unidos           | Dura    | Ashley Fisher   | Max Mirnyi Andy Ram               | 7–6(7–4), 2–6, [6–10]        |
| Finalista | 7.  | 10 de Abril de 2010    | Houston, Estados Unidos         | Saibro  | Wesley Moodie   | Bob Bryan Mike Bryan              | 3–6, 5–7                     |
| Campeão   | 4.  | 31 de Outubro de 2010  | Montpellier, França             | Dura    | Ross Hutchins   | Marc López Eduardo Schwank        | 6–2, 4–6, [10-8]             |
| Finalista | 8.  | 15 de Janeiro de 2011  | Auckland, Nova Zelândia         | Dura    | Johan Brunström | Marcel Granollers Tommy Robredo   | 4–6, 6–7(6–8)                |